# Dollardpolders

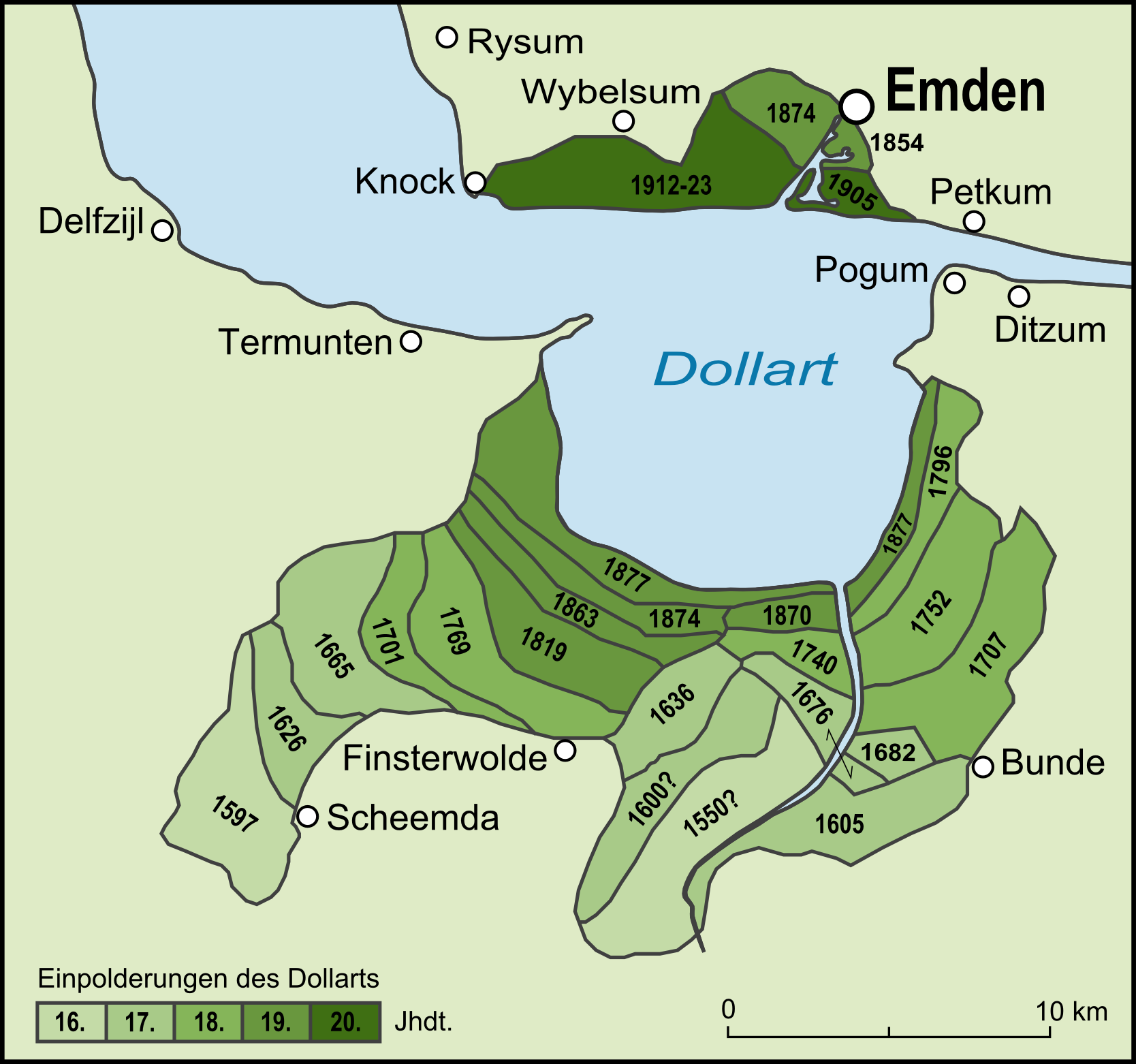
Terugwinning van land van de Dollard

Met de Dollardpolders, Gronings: op polder, wordt het zeekleigebied in de provincie Groningen aangeduid dat is teruggewonnen op de Dollard, met name de nieuwere polders ten noorden van de lijn Nieuweschans - Finsterwolde -  Nieuwolda -Termunten. Dit betreft de Kroonpolder, Stadspolder, Oostwolderpolder, Finsterwolderpolder, Reiderwolderpolder, Johannes Kerkhovenpolder en Carel Coenraadpolder.
Het gebied kenmerkt zich door een weidse open vlakte, met een schaarse, verspreide bebouwing die vooral uit boerderijen van het Oldambtster type behoort. De binnendijken tussen de afzonderlijke polders zijn - afgezien van de meest recente slaperdijken - in de 19e eeuw afgegraven. Onder de boerenstand genoten de rijke polderboeren vroeger extra aanzien. Het personeel moest doorgaans van verre komen; voorzieningen ontbraken en hun oude dag brachten deze boeren gewoonlijk elders door.
De zeekleipolders ten zuiden van de genoemde lijn missen het weidse karakter van de nieuwere polders; hier is de bebouwing geconcentreerd in streekdorpen. Binnen de provinciale streekplannen heeft het grootste deel van de oude en nieuwe Dollardpolders de status van "grootschalig open gebied" dat als zodanig beschermd dient te worden. De Dollardpolders worden daarom wel het leegste gebied van Nederland genoemd. Vanwege deze leegte wordt de Dollardpolders ook wel gekenschetst als het meest afgelegen gebied van Nederland.

## Duitsland
De Duitse Landschaftspolder, Heinitzpolder en Kanalpolder kennen hetzelfde landschapstype en worden eveneens tot de Dollardpolders gerekend.